# Diskobol
Diskobol (grčki: Diskobulos) je motiv bacača diska, starogrčkog atletičara. Često se koristio u likovnoj umjetnosti. Motiv je prikazivan na grčkim vazama, novcu, reljefima i kipovima.
Najpoznatiji je svakako kip grčkog kipara Mirona iz sredine 5. st. pr. Kr.
Danas je sačuvan u više mramornih kopija iz rimskih vremena. Brončani original vjerojatno je bez potpornja još uvjerljivije izražavao zamah atletskog tijela. To "klasično" rješenje nije više nitko pokušao nadmašiti. Kip je uzoran primjer za umjetnikov izbor "odlučujućeg" trenutka. To je kratak zastoj između snažnog uzmaha koji ruku s diskom dovodi u najviši položaj i zamaha kojim će ga naglo ispustiti i baciti u daljinu. Nasilni trzaj torza dovodi ruke u istu liniju s nogama u pokretu, što je čini figurom u savršenoj ravnoteži u pokretu. Umjetnik s pravom smatra taj trenutak najkarakterističnijim u složenoj radnji bacanja diska.
Diskobol očituje težnju, prisutnu još od početka klasičnog razdoblja, da se postigne likovni prikaz koji će izražavati najveću mjeru ne samo atletske napregnutosti nego i pokreta u odvijanju.

## Poveznice
- Kiparstvo stare Grčke
- Umjetnost stare Grčke